# Mojné
Mojné (deutsch Moyne, auch Mojne) ist eine Gemeinde mit 208 Einwohnern (2006) in Tschechien. Sie liegt sieben Kilometer östlich von Český Krumlov und gehört zum Okres Český Krumlov.

## Geographie

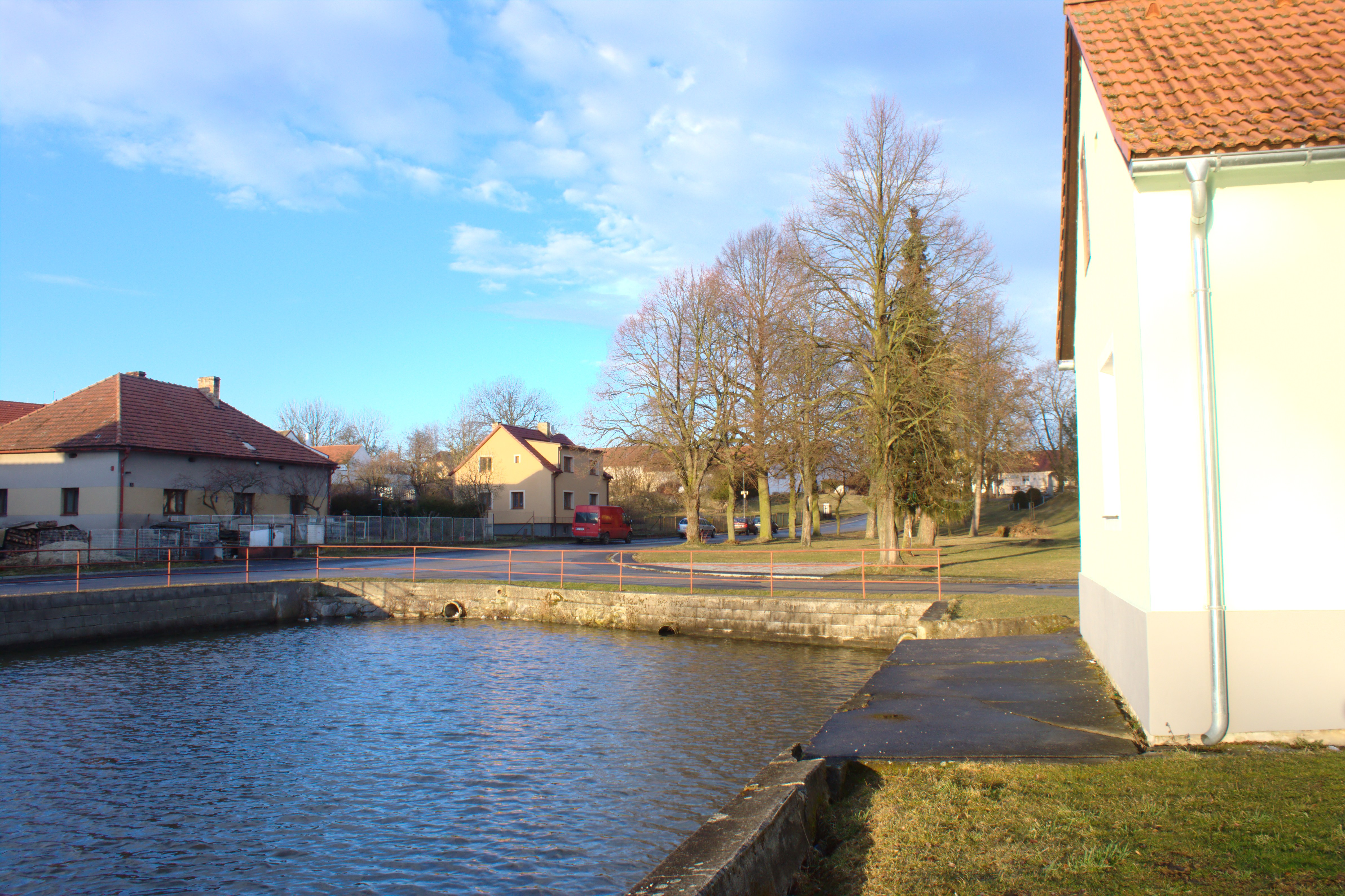
Teich in Mojné

Der Ort befindet sich in 550 m ü. M. auf der waldarmen Hochfläche zwischen den Täler von Maltsch und Moldau. Südlich von Mojné liegt das Tal des Moldauzuflusses Jílecký potok.
Nachbarorte sind Dolní Třebonín im Norden, Prostřední Svince und Horní Svince im Nordosten, Skřidla im Osten, Záhorkovice, U Nádraží und Markvartice im Südosten, Paseky und Žaltice im Süden, Mirkovice, Žahař und Jílkův Mlýn im Südwesten sowie Černice im Westen.

### Gemeindegliederung
Die Gemeinde Mojné besteht aus den Ortsteilen Černice (Tschernitz), Mojné und Záhorkovice (Sahorkowitz).
Das Gemeindegebiet gliedert such in die Katastralbezirke Mojné, Rájov-Černice und Záhorkovice.

### Nachbargemeinden
| Zlatá Koruna | Dolní Třebonín                              |         |
| Přísečná     | Kompassrose, die auf Nachbargemeinden zeigt | Velešín |
| Mirkovice    | Zubčice                                     |         |

## Geschichte
Der seit 1315 nachweisliche Ort war Teil der Besitztümer des Klosters Goldenkron. Nach der Plünderung des Klosters durch die Hussiten im Jahre 1420 eignete sich Ulrich II. von Rosenberg den Ort an und verleibte ihn der Herrschaft Krummau ein. Den Rosenbergern folgen die Eggenberger und die Schwarzenberger als Grundherren.
Nach der Ablösung der Patrimonialherrschaften im Jahre 1850 wurde Moyne zur selbständigen Gemeinde. Der Ort einschließlich des Ortsteiles Skřidla war Teil des politischen und Gerichtsbezirkes Budweis. Bei der Gebietsreform von 1960 wurde die Gemeinde Rájov aufgelöst und deren Ortsteil Černice der Gemeinde Mojné zugeschlagen, die im gleichen Zuge den Ortsteil Skřidla an Velešín abtreten musste. Bis Ende 1971 erhielt sich Mojné die Selbständigkeit, dann wurde der Ort am 17. Dezember nach Dolní Třebonín zwangseingemeindet. Nach der Schaffung demokratischer Verhältnisse in der Tschechoslowakei löste sich Mojné 1990 wieder von Dolní Třebonín los und ist seither wieder eine eigenständige Gemeinde.

## Sehenswürdigkeiten

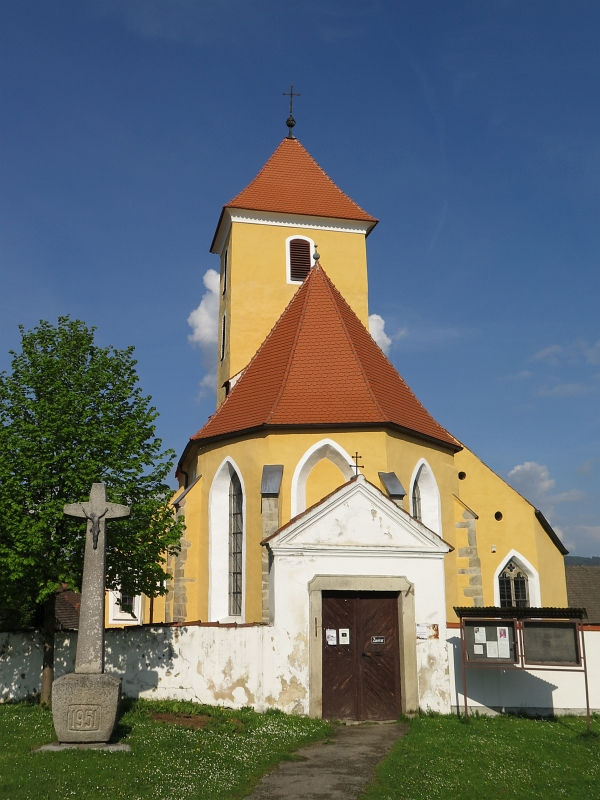
St. Maria-Magdalenen-Kirche in Černice

- St. Maria-Magdalenen-Kirche in Černice, gotisches Bauwerk mit erhaltener Wehrmauer, errichtet im 13. Jahrhundert[5]